# クイックステップ

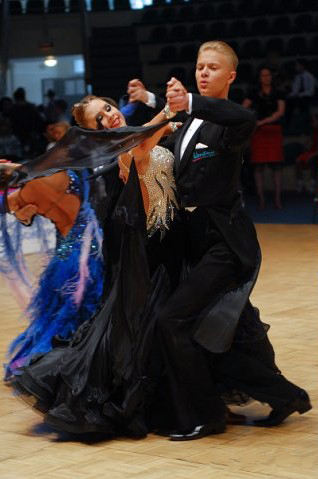

クイックステップ（Quickstep）は社交ダンスで踊られるダンスの一つ。競技ダンスではスタンダード種目に分類される。

## 歴史
1920年代、チャールストンのブームに合わせてフォックストロットを速いテンポで演奏したのが始まりと言われている。当初はワンステップと呼ばれていたが、1929年にクイックステップと名称が変更された。
左右に足を跳ね上げて踊るチャールストンの動きを取り入れた、アップテンポでスピード感のあるダンス。